# Strafgefangener 382
Die TV-Dokumentation Strafgefangener 382 – Vom Schicksal eines persischen Agenten in der DDR erzählt die Lebensgeschichte des Iraners Hossein Yazdi und wurde am 8. Mai 2015 vom britischen Sender BBC Persian Television ausgestrahlt.

## Handlung
Der Iraner Hossein Yazdi kam 1954 als überzeugter Kommunist in die DDR, um hier Agrarwissenschaft zu studieren. Schon bald durchschaute er die These von den großen sozialistischen Errungenschaften und fühlte sich vom Sozialismus abgestoßen. Er begann die in der DDR lebenden iranischen Exil-Kommunisten auszuspionieren und wurde im Rahmen dieser Tätigkeit am 26. Oktober 1961 am Kontrollpunkt Checkpoint Charlie verhaftet. Nach der Untersuchungshaft in Berlin-Hohenschönhausen folgte über ein Jahrzehnt Isolationshaft in Stasi-Sonderhaftanstalt Bautzen II.
Aufgrund einer Intervention des Schahs anlässlich eines Geschäftsabschlusses zwischen der DDR und dem Iran erlangte Hossein Yazdi nach 15,5 Jahren wieder die Freiheit.

## Produktion
Die Dokumentation „Strafgefangener 382 – Vom Schicksal eines persischen Agenten in der DDR“ wurde zwischen 2001 und 2003 von dem Journalisten Ralf Gründer produziert. Im Rahmen dieser Produktion gründete er zusammen mit Chandra Fleig das freie Dokumentarfilm-Team.

## DVD-Veröffentlichung
- Strafgefangener 382 - Vom Schicksal eines persischen Agenten in der DDR. DVD-Spezial Edition, Dokumentarfilm, 52 min. + 33 Min. Bonusmaterial, ISBN 978-3-9806893-2-8.[1][2]